# Listă de scriitori români - J

## Scriitori români - J
- Jakobi, Richard
- Jalobeanu, Dana
- Jebeleanu, Alexandru
- Jebeleanu, Eugen
- Jela, Doina
- Jianu, Elena
- Jianu, Ionel
- Jörgensen, Radu
- Juchum, Frieda
- Jurașcu, Dimitrie
- Jurcan, Alexandru
- Jurist, Eduard